# محیط کشت

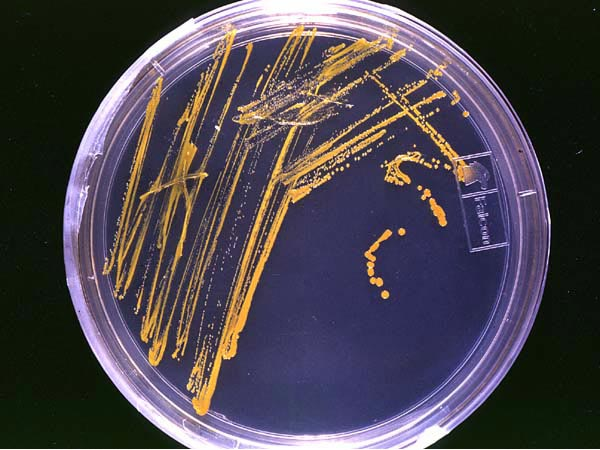
نگاره‌ای از یک ظرف آگار که نمونه‌ای از کشت خردزیستی و محیط کشت کمینه می‌باشد که به منظور رشد جرگه‌های میکروبی (به رنگ نارنجی) استفاده شده‌است.

محیط کشت (به انگلیسی: Growth medium) محیط دارای مایع یا ژل می‌باشد که به منظور رشد دادن میکروب‌ها، یاخته‌ها یا حتی گیاهان کوچک مورد استفاده قرار می‌گیرد. محیط‌های کشت به‌طور معمول شامل دو دسته می‌باشند، کشت یاخته (به انگلیسی: cell culture) که در آن از یاخته‌های ویژه‌ای استفاده می‌نمایند که از گیاهان و حیوان‌ها به دست آمده‌اند و کشت خردزیستی (به انگلیسی: microbiological culture) که به ویژه به منظور رشد دادن میکروب‌ها استفاده می‌گردد.

## گونه‌های محیط کشت

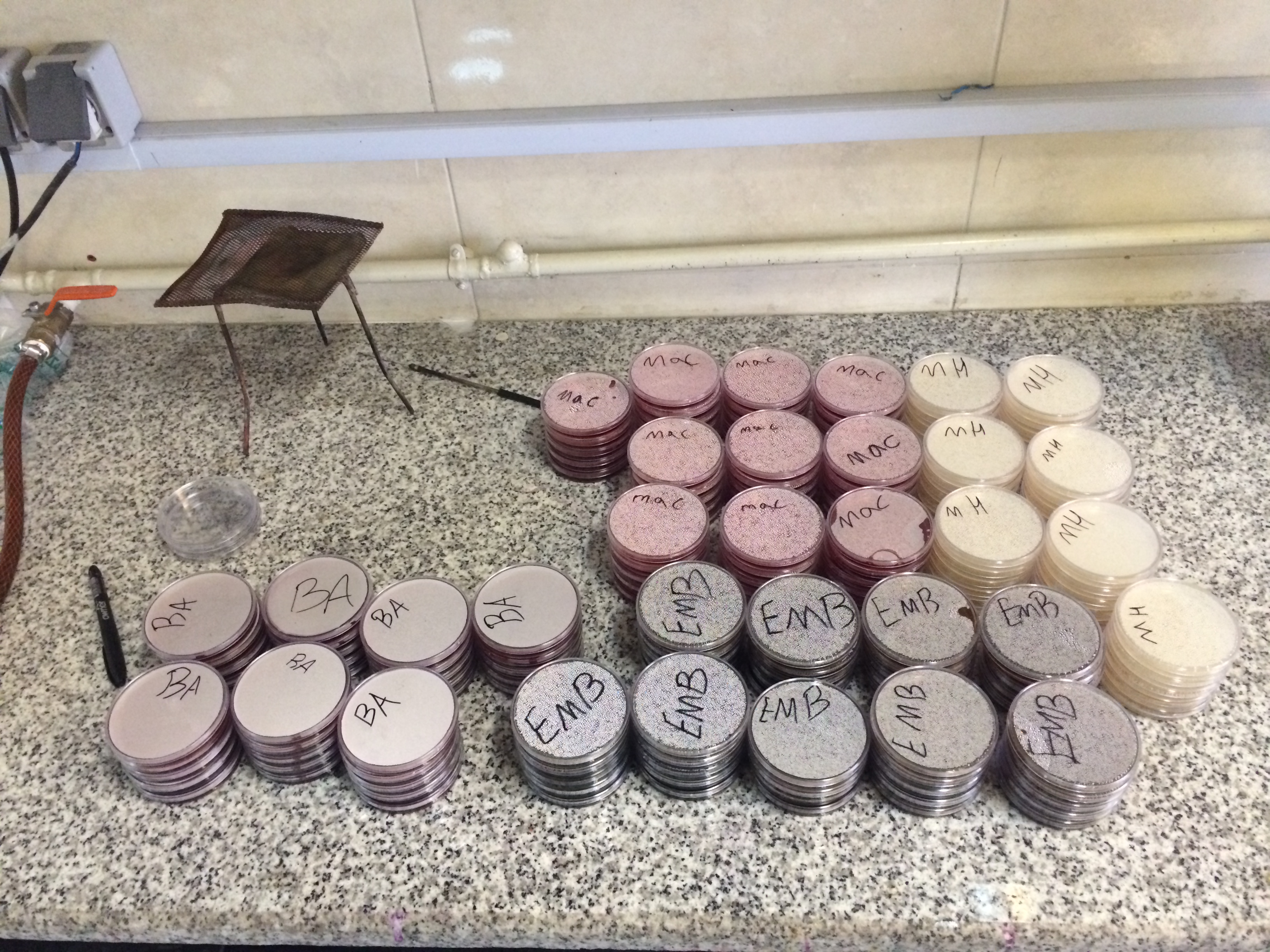
محیط کشت‌های مختلف برای کشت باکتری

### محیط کشت مغذی
به منظور رشد باکتری‌ها مورد استفاده قرار می‌گیرد و دارای موادی چون آب، نمک‌ها، مواد کربنی چون گلوکز و آمینو اسیدها می‌باشد.

### محیط کشت کمینه
تنها با هدف رشد جرگه میکروبی مورد استفاده قرار می‌گیرد و دارای کمترین میزان مواد خوراکی و بیشترین میزان عناصر حیاتی می‌باشد و نیز دارای هیچ‌گونه آمینو اسیدی نمی‌باشد.

### محیط کشت اختصاصی
به منظور رشد اختصاصی یک نوع ویژه از میکروب مورد استفاده قرار می‌گیرد و در این محیط کشت از رشد سایر جانداران جلوگیری می‌شود.

### محیط کشت افتراقی
به منظور تمایز و تشخیص میکروب‌ها به هنگام رشد آن‌ها مورد استفاده قرار می‌گیرد و دارای شناساگرهایی همچون نوترال رد، ائوزین، متیلن بلو و غیره می‌باشد.

### محیط کشت ترابری
تنها با هدف نگهداری از جاندار نمونه و به منظور جابه‌جایی یا ذخیره آن مورد استفاده قرار می‌گیرد و در آن از هرگونه رشد جاندار نمونه و دیگر جانداران جلوگیری می‌شود.

### محیط کشت غنی شده
به منظور رشد طیف گسترده‌ای از موجودات زنده مورد استفاده قرار می‌گیرد، آگار خون‌دار و آگار شکلات از رایج‌ترین نمونه‌های محیط کشت غنی شده می‌باشند که به آن‌ها افزودنی‌هایی اضافه می‌کنند مانند خون دفیبرینه در آگار خون‌دار استفاده می‌شود.